# Acontia nilgiriensis
Acontia nilgiriensis är en fjärilsart som beskrevs av Embrik Strand 1917. Acontia nilgiriensis ingår i släktet Acontia och familjen nattflyn. Inga underarter finns listade i Catalogue of Life.